# Grand Prix Formule 1 van Hongarije 1997
De Grand Prix Formule 1 van Hongarije 1997 werd verreden op 10 augustus op de Hungaroring in Mogyoród nabij Boedapest.

## Verslag
Michael Schumacher begon vanaf Pole-position, voor Jacques Villeneuve en de verrassend snelle Damon Hill.
Tijdens de start ging Damon Hill zijn voormalige teamgenoot Villeneuve voorbij,  terwijl ook Eddie Irvine de Canadees sneller af was.  De sensatie werd nog groter toen Hill in de elfde ronde ook Michael Schumacher passeerde en aan de leiding ging.  
Ferrari had te kampen met bandenproblemen, waardoor Irvine al vroeg nieuwe banden moest halen en Michael Schumacher eveneens meer terrein verloor.  
Ook Williams had het niet makkelijk, hoewel Frentzen een goede strategie had en een goed tempo kon rijden, tot hij moest opgeven door een gebroken tankventiel.
Damon Hill had op de Bridgestones weinig last  van overmatige slijtage  en hij begon een grote voorsprong uit te bouwen tot meer dan een halve minuut op achtervolger Villeneuve.
Met nog 3 ronden te gaan begon de wagen van Hill te haperen door een hydraulisch probleem,  zijn versnellingsbak bleef steken in de derde versnelling en een aantal keren viel zijn motor even uit.
Zo kon Villeneuve hem passeren in de laatste ronde,  waarmee team Arrows diens eerste overwinning door de neus geboord zag worden.  

## Uitslag
| Pos. | Nr. | Coureur               | Constructeur      | Rondes | Tijd / Oorzaak uitval | Grid | Punten |
| ---- | --- | --------------------- | ----------------- | ------ | --------------------- | ---- | ------ |
| 1    | 3   | Jacques Villeneuve    | Williams-Renault  | 77     | 1:45:47.149           | 2    | 10     |
| 2    | 1   | Damon Hill            | Arrows-Yamaha     | 77     | +9.079                | 3    | 6      |
| 3    | 16  | Johnny Herbert        | Sauber-Petronas   | 77     | +20.445               | 10   | 4      |
| 4    | 5   | Michael Schumacher    | Ferrari           | 77     | +30.501               | 1    | 3      |
| 5    | 11  | Ralf Schumacher       | Jordan-Peugeot    | 77     | +30.715               | 14   | 2      |
| 6    | 15  | Shinji Nakano         | Prost-Mugen-Honda | 77     | +41.512               | 16   | 1      |
| 7    | 14  | Jarno Trulli          | Prost-Mugen-Honda | 77     | +1:15.552             | 12   |        |
| 8    | 8   | Gerhard Berger        | Benetton-Renault  | 77     | +1:16.409             | 7    |        |
| 9    | 6   | Eddie Irvine          | Ferrari           | 76     | +1 Ronde              | 5    |        |
| 10   | 20  | Ukyo Katayama         | Minardi-Hart      | 76     | +1 Ronde              | 20   |        |
| 11   | 7   | Jean Alesi            | Benetton-Renault  | 76     | +1 Ronde              | 9    |        |
| 12   | 21  | Tarso Marques         | Minardi-Hart      | 75     | +2 Rondes             | 22   |        |
| 13   | 19  | Mika Salo             | Tyrrell-Ford      | 75     | +2 Rondes             | 21   |        |
| DNF  | 10  | David Coulthard       | McLaren-Mercedes  | 65     | Elektrisch probleem   | 8    |        |
| DNF  | 18  | Jos Verstappen        | Tyrrell-Ford      | 61     | Versnellingsbak       | 18   |        |
| DNF  | 2   | Pedro Diniz           | Arrows-Yamaha     | 53     | Elektrisch probleem   | 19   |        |
| DNF  | 12  | Giancarlo Fisichella  | Jordan-Peugeot    | 42     | Spin                  | 13   |        |
| DNF  | 4   | Heinz-Harald Frentzen | Williams-Renault  | 29     | Brandstoflek          | 6    |        |
| DNF  | 22  | Rubens Barrichello    | Stewart-Ford      | 29     | Motor                 | 11   |        |
| DNF  | 9   | Mika Häkkinen         | McLaren-Mercedes  | 12     | Hydraulica            | 4    |        |
| DNF  | 17  | Gianni Morbidelli     | Sauber-Petronas   | 7      | Motor                 | 15   |        |
| DNF  | 23  | Jan Magnussen         | Stewart-Ford      | 5      | Ongeluk               | 17   |        |

## Wetenswaardigheden
- Gianni Morbidelli verving opnieuw Norberto Fontana bij Sauber.

## Statistieken
| Pole-position | Michael Schumacher    | Ferrari          | 1:14.672 |
| Snelste ronde | Heinz-Harald Frentzen | Williams-Renault | 1:18.372 |

1936 · 1986 · 1987 · 1988 · 1989 · 1990 · 1991 · 1992 · 1993 · 1994 · 1995 · 1996 · 1997 · 1998 · 1999 · 2000 · 2001 · 2002 · 2003 · 2004 · 2005 · 2006 · 2007 · 2008 · 2009 · 2010 · 2011 · 2012 · 2013 · 2014 · 2015 · 2016 · 2017 · 2018 · 2019 · 2020 · 2021 · 2022 · 2023 · 2024 · 2025 · 2026 · 2027 · 2028 · 2029 · 2030 · 2031 · 2032